# Collonges, Ain

Collonges este o comună în departamentul Ain din estul Franței.